# Аугусто Обрі
Аугусто Обрі (італ. Augusto Aubry) (1849, Неаполь - 4 березня 1912, Таранто) - італійський адмірал та політик.

## Біографія
Аугусто Обрі вступив на службу у флоті у 1866 році. Брав участь в битві біля Лісси.
У 1893 році командував крейсером «Догалі» під час походу до Ріо-де-Жанейро для забезпечення італійських інтересів під час повстання військово-морського флоту. Пізніше командував крейсером «Савойя».
З початком італійсько-турецької війни 27 вересня 1911 року командував 1-ї ескадри, 1-ї Дивізії 1-ї ескадри, і потім об'єднаними силами флоту.
Під час командування 1-ю ескадрою керував окупацією узбережжя Триполітанії та Киренаїки.
Був депутатом парламенту від Кастелламмаре-ді-Стабія та Неаполя (XXII і XXIII скликання) і заступником міністра флоту (грудень 1903 - грудень 1905).
Помер 4 березня 1912 року на борту броненосця «Вітторіо Емануеле».